# Chennimalai
Chennimalai là một thị xã panchayat của quận Erode thuộc bang Tamil Nadu, Ấn Độ.

## Địa lý
Chennimalai có vị trí 11°10′B 77°37′Đ / 11,17°B 77,62°Đ Nó có độ cao trung bình là 330 mét (1082 foot).

## Nhân khẩu
Theo điều tra dân số năm 2001 của Ấn Độ, Chennimalai có dân số 15.526 người. Phái nam chiếm 51% tổng số dân và phái nữ chiếm 49%. Chennimalai có tỷ lệ 75% biết đọc biết viết, cao hơn tỷ lệ trung bình toàn quốc là 59,5%: tỷ lệ cho phái nam là 83%, và tỷ lệ cho phái nữ là 67%. Tại Chennimalai, 8% dân số nhỏ hơn 6 tuổi.